# Responsabilité morale
En philosophie, la responsabilité morale est le statut de louange, blâme, récompense ou châtiment moralement méritoire pour un acte ou une omission, conformément aux obligations morales de chacun,.
Décider de ce qui (si même une telle chose existe) compte comme « moralement obligatoire » est une préoccupation principale de l'éthique.
Les philosophes se réfèrent aux personnes qui ont la responsabilité morale d'une action comme des agents moraux. Les agents ont la possibilité de réfléchir sur leur situation, de former des intentions à propos de la façon dont ils vont agir, puis d'effectuer cette action. La notion de libre arbitre est devenue une question importante dans le débat relativement à la question de savoir si les individus sont jamais moralement responsables de leurs actes et, si oui, dans quel sens. Les incompatibilistes considèrent le déterminisme comme en contradiction avec le libre arbitre alors que les compatibilistes pensent que les deux peuvent coexister.
La responsabilité morale ne correspond pas nécessairement à la responsabilité juridique. Une personne est légalement responsable d'un événement quand un système juridique est de nature à pénaliser cette personne pour cet événement. Bien qu'il puisse souvent arriver que lorsqu'une personne est moralement responsable d'un acte, elle en est également légalement responsable, les deux états ne coïncident pas toujours.

## Position philosophique

Différentes positions philosophiques existent, en désaccord sur le déterminisme et le libre arbitre

Selon la façon dont un philosophe conçoit le libre arbitre, il existera des opinions différentes sur la responsabilité morale.

### Incompatibilisme

#### Libertarianisme métaphysique
Les libertariens métaphysiques pensent que nos actions ne sont pas toujours causalement déterminées, prévoyant la possibilité du libre arbitre et ainsi de la responsabilité morale. Tous les libertariens sont également incompatibilistes : ils pensent que si le déterminisme causal était vrai de l'action humaine, nous ne disposerions pas du libre arbitre. En conséquence, les libertariens souscrivent au principe de possibilités alternatives, qui postule que la responsabilité morale exige que nous aurions pu agir différemment.
Des considérations phénoménologiques sont parfois invoquées par les incompatibilistes pour défendre une position libertarienne. Dans la vie quotidienne, nous sentons que le choix contraire est une option viable. Bien que ce sentiment ne crée pas fermement l'existence du libre arbitre, certains incompatibilistes prétendent que le sentiment phénoménologique de possibilités alternatives est une condition préalable au libre volonté.
Jean-Paul Sartre suggère que les gens évitent parfois accusation et responsabilité en se cachant derrière le déterminisme : «... nous sommes toujours prêts à nous réfugier dans une croyance au déterminisme si cette liberté pèse sur nous ou si nous avons besoin d'une excuse ».
Une opinion similaire veut que la culpabilité morale de l'individu réside dans le caractère individuel. Autrement dit, une personne avec le caractère d'un meurtrier n'a pas d'autre choix que d'assassiner, mais peut encore être punie parce qu'il est juste de punir ceux de mauvaise moralité. Comment son caractère a-t-il été déterminé est non pertinent dans cette perspective. Robert Cummins par exemple, soutient que les gens ne devraient pas être jugés pour leurs actions individuelles, mais plutôt sur la façon dont ces actions « reflètent leur caractère ». Si le caractère (quelle qu'en soit la définition) est le facteur causal dominant dans la détermination des choix de chacun, et si ses choix sont moralement mauvais, alors on devrait être tenus responsables de ces choix, indépendamment des gènes et autres facteurs de ce genre,.
Il existe en droit une exception connue à l'hypothèse que la culpabilité morale réside soit dans le caractère individuel soit dans des actes librement voulus. La défense d'aliénation mentale — ou son corollaire, la responsabilité diminuée (sorte d'appel au sophisme de la cause unique) — peut être utilisée pour soutenir que l'acte coupable n'a pas été le produit d'un esprit coupable. Dans de tels cas, les systèmes juridiques de la plupart des sociétés occidentales supposent que la personne n'est en quelque sorte pas fautive parce que ses actions sont une conséquence d'une fonction cérébrale anormale (ce qui implique que le fonctionnement du cerveau est un agent causal déterministe de l'esprit et du motif).

##### L'argument de la chance
L'argument de la chance est une critique contre la conception libertarienne de la responsabilité morale. Il suggère que toute action donnée, et même le caractère d'une personne, sont le résultat de diverses forces hors du contrôle de cette personne. Il peut ne pas être raisonnable alors de tenir cette personne uniquement moralement responsable. Thomas Nagel suggère que les quatre types différents de chance (y compris les influences génétiques et d'autres facteurs externes) finissent par influencer la façon dont les actions d'une personne sont évaluées moralement. Par exemple, une personne conduisant en état d'ébriété peut rentrer chez elle sans incident et pourtant cette action de « conduite sous l'emprise de l'alcool » peut sembler moralement plus répréhensible si quelqu'un arrive à croiser son chemin (étant frappé par la voiture).
On peut faire remonter cet argument à David Hume. Si l'indéterminisme physique est vrai, alors ces événements qui ne sont pas déterminés sont scientifiquement décrits comme probabilistes ou aléatoires. Il est donc fait valoir qu'il est douteux que l'on puisse louer ou blâmer quelqu'un pour avoir fait une action générée de façon aléatoire par son système nerveux (sans qu'il y ait un organisme non-physique responsable de l'issue probabiliste observée).

#### Déterminisme dur
Les déterministes durs (à ne pas confondre avec les fatalistes) utilisent souvent la liberté dans des considérations morales pratiques plutôt qu'une notion de libre arbitre. En effet, face à la possibilité que le déterminisme nécessite un système moral complètement différent, certains partisans disent « Tant pis pour le libre arbitre! ». Clarence Darrow, le célèbre avocat de la défense, a plaidé l'innocence de ses clients, Leopold et Loeb, en invoquant une telle notion de déterminisme dur. Lors de sa plaidoirie il a déclaré :
« Qu'est-ce que ce garçon a à voir avec ça? Il n'est pas son propre père; il n'est pas sa propre mère; il n'est pas ses propres grands-parents. Tout cela lui a été transmis. Il ne s'est pas entouré de gouvernantes et de richesse. Il ne s'est pas fait. Et pourtant, il doit être contraint à payer. »
Paul de Tarse, dans son Épître aux Romains aborde ainsi la question de la responsabilité morale : « Le potier n'a-t-il pas le pouvoir sur l'argile, de la même masse pour faire un vase avec honneur et un autre avec déshonneur? ». Dans cette perspective, les individus peuvent encore être déshonorés pour leurs actes, même si ces actes ont finalement été complètement déterminé par Dieu.
Joshua Greene et Jonathan Cohen, chercheurs dans le domaine émergent de la neuroéthique, font valoir, sur la base de ces cas, que notre notion actuelle de la responsabilité morale est fondée sur des intuitions libertariennes (et dualistes). ils font valoir que les recherches en neurosciences cognitives (par exemple les neurosciences du libre arbitre (en)) sapent ces intuitions en montrant que le cerveau est responsable de nos actions, non seulement en cas de psychose luxuriante mais aussi dans des situations moins évidentes. Un dommage au lobe frontal par exemple réduit la capacité à peser des risques incertains et à prendre des décisions prudentes et conduit donc à une probabilité accrue que quelqu'un commette un crime violent. Cela est vrai non seulement des patients avec des lésions au lobe frontal à la suite d'un accident ou d'un AVC, mais aussi des adolescents, qui montrent une activité réduite du lobe frontal par rapport aux adultes et même des enfants qui sont chroniquement négligés ou maltraités. Dans chaque cas, le coupable peut, selon eux, déclaré avoir moins de responsabilités pour ses actions . Greene et Cohen prédisent que, comme ces exemples deviennent plus courants et bien connus, les interprétations du libre arbitre et de la responsabilité morale des jurés vont se déplacer loin de la notion libertaire intuitive qui les sous-tend actuellement.

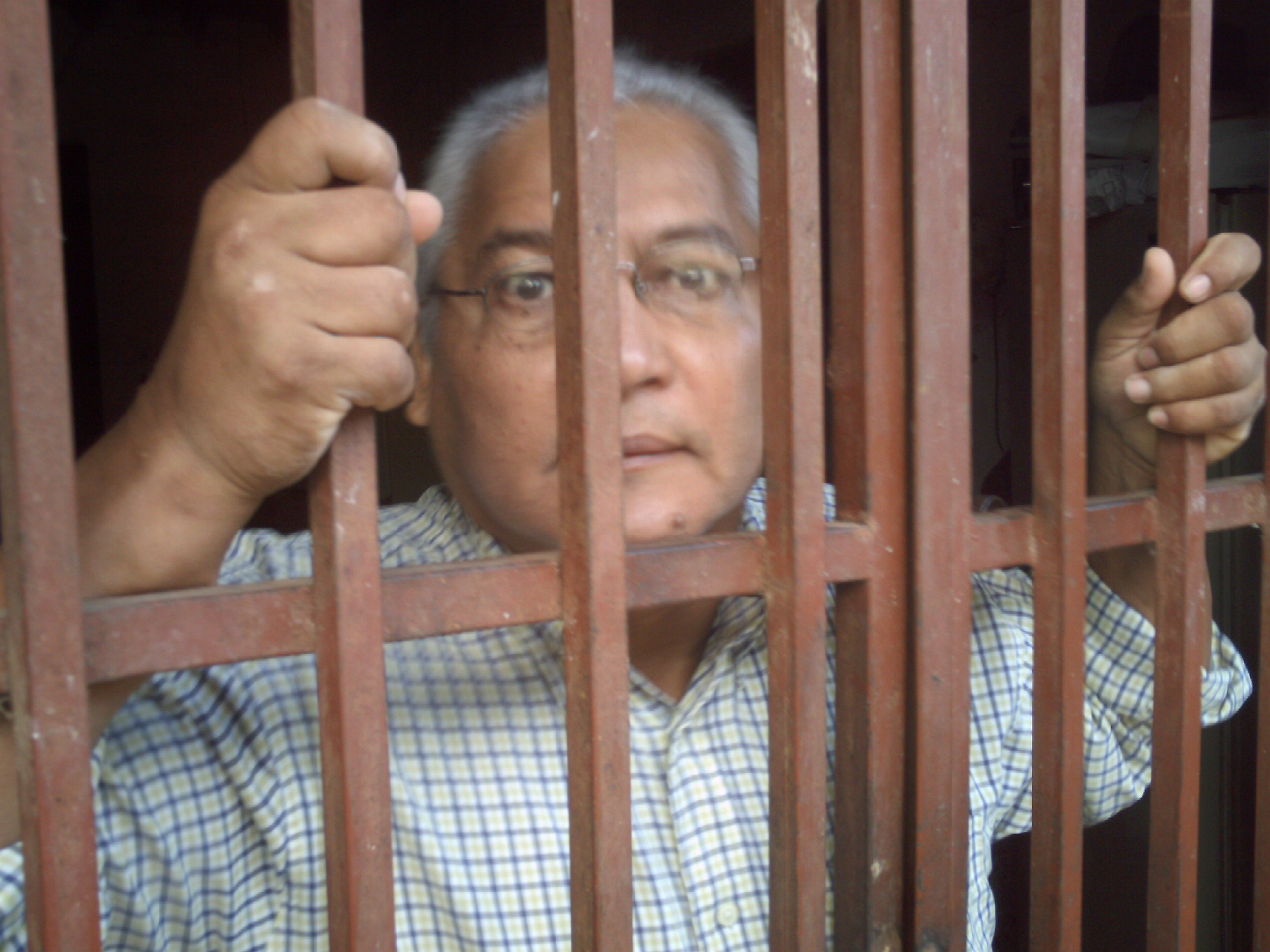
David Eagleman explique que nature et culture sont les causes de tout comportement criminel. Il croit également que la science exige que le changement et l'amélioration, plutôt que la culpabilité, doivent devenir le centre du système de justice légale

Greene et Cohen soutiennent également que le système juridique ne nécessite pas cette interprétation libertarien. Ils suggèrent plutôt que seules les notions de rétribution de justice, dans lesquelles le but du système juridique est de punir les gens pour des méfaits, exigent l'intuition libertarienne. De nombreuses formes d'approches éthiquement réalistes et consequentialistes de la justice, qui visent à promouvoir le bien-être futur plutôt que le châtiment, peuvent survivre même à une interprétation déterministe dure du libre arbitre. En conséquence, le système juridique et les notions de justice peuvent ainsi être maintenus même en face des nouvelles preuves neuroscientifiques qui sapent les intuitions libertariennes du libre arbitre.
Le neuroscientifique David Eagleman (en) soutient des idées similaires. Eagleman dit que le système judiciaire devrait devenir plus prospectif. Il dit qu'il est erroné de poser des questions étroites de culpabilité plutôt que de se concentrer sur ce qui est important : ce qui doit changer dans le comportement et le cerveau d'un criminel. Eagleman ne veut pas dire que personne n'est responsable de ses crimes mais plutôt que la « phase de la peine » devrait correspondre aux preuves neuroscientifiques modernes. Pour Eagleman, il est dommageable d'entretenir l'illusion qu'une personne peut prendre une seule décision qui est en quelque sorte, tout à coup, indépendante de leur physiologie et de leur histoire. Il décrit ce que les scientifiques ont appris de patients cérébralement lésés et expose le cas d'un instituteur qui a montré une croissance de tendances pédophiles à deux reprises - à chaque fois en fonction de tumeurs croissantes. Eagleman avertit également que les gens moins attrayants et les minorités ont tendance à recevoir des peines plus longues - ce qu'il considère comme des symptômes que plus de science est nécessaire dans le système juridique.

#### Incompatibilisme dur
Derk Pereboom défend une position qu'il appelle incompatibilisme dur, selon laquelle nous ne pouvons pas avoir de libre arbitre (et donc ne pouvons être moralement responsables) que le déterminisme ou l'indéterminisme soient vrais ou non, si seuls les événements sont la cause de nos actions. Alors que Pereboom reconnaît que l'agent de causalité est toujours une possibilité, il la considère comme peu probable dans le contexte des théories physiques les plus défendables. Sans agent de causalité, Pereboom pense que la liberté indispensable à la responsabilité morale n'est pas envisageable.

### Compatibilisme

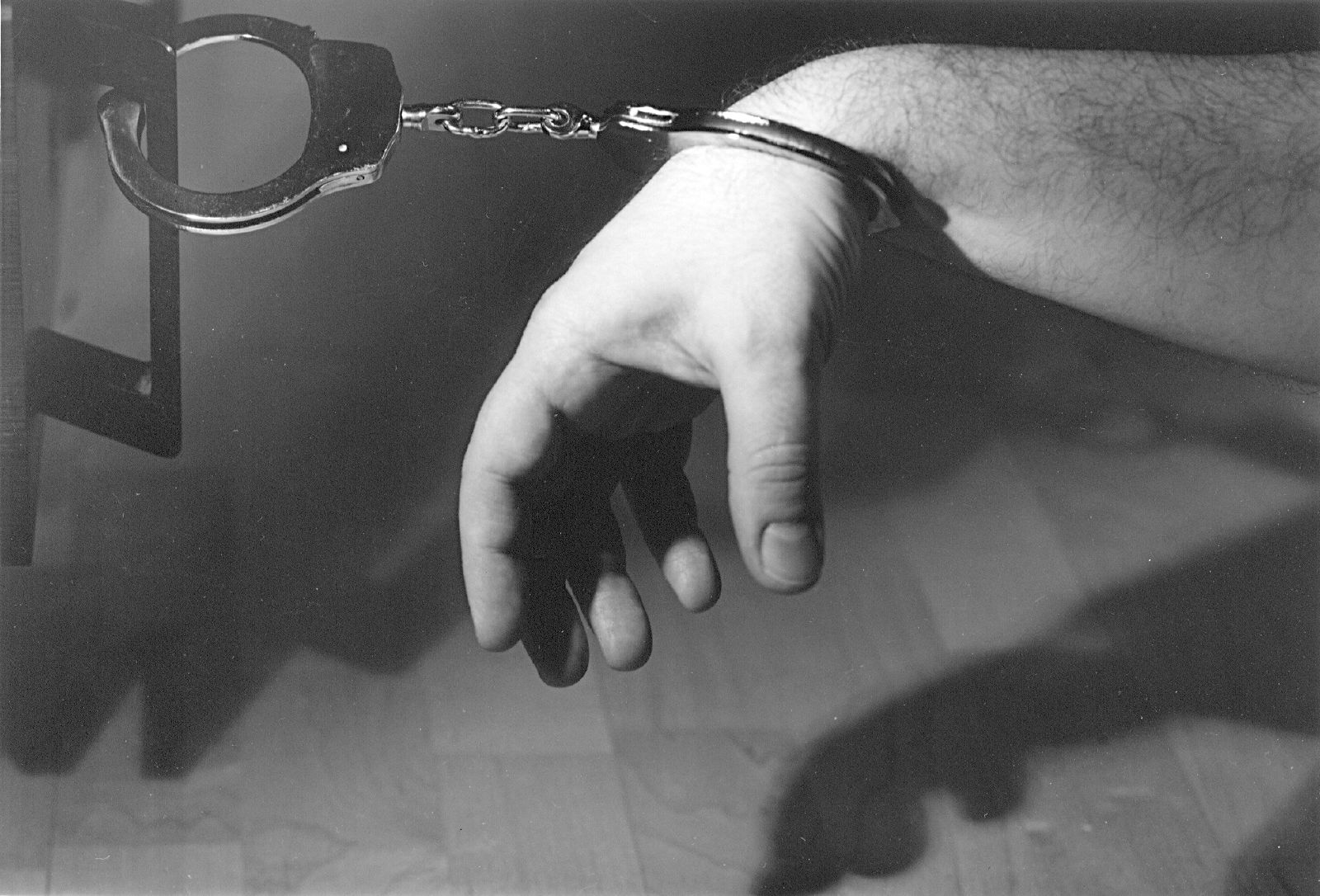
Certaines formes de compatibilisme suggèrent que le terme « libre arbitre » ne devrait être utilisé que pour signifier quelque chose plus semblable à la liberté

Les compatibilistes soutiennent que, même si le déterminisme était vrai, il nous serait encore possible de disposer du libre arbitre. Le texte hindou Bhagavad-Gita offre une considération compatibiliste très ancienne. Face à la perspective d'aller à la bataille contre des parents avec lesquels il a des liens, Arjuna désespère. Krishna tente d'apaiser les angoisses d'Arjuna. Il fait valoir que les forces de la nature se réunissent pour produire des actions et que c'est seulement la vanité qui nous amène à nous considérer comme agents responsables de ces actions. Cependant, Krishna ajoute cette mise en garde : « ...[mais] l'Homme qui connaît la relation entre les forces de la nature et les actions est témoin de la façon dont certaines forces de la nature travaillent sur d'autres forces de la nature et ne devient [pas] leur esclave... ». Lorsque nous sommes ignorants de la relation entre les forces de la nature, nous devenons des victimes passives des faits nomologiques. L'avertissement de Krishna est destiné à obtenir d'Arjuna qu'il accomplisse son devoir (c'est-à-dire prenne part à la bataille), mais il soutient également qu'être un agent moral réussi exige d'être conscient des circonstances plus larges dans lesquelles on se trouve. Paramahansa Yogananda dit également : « La liberté signifie le pouvoir d'agir par orientation de l'âme, non pas par les compulsions des désirs et habitudes. Obéir à l'ego conduit à la servitude ; obéir à l'âme apporte la libération ».
Dans la tradition occidentale, Baruch Spinoza fait écho à ce point de la Bhagavad Gita' à propos des agents et des forces naturelles lorsqu'il écrit « Les hommes se croient libres parce qu'ils sont conscients de leurs volontés et de leurs appétits et ne pensent pas, même dans leurs rêves, aux causes par lesquelles ils sont disposés à vouloir et à désirer parce qu'ils sont ignorants [de ces causes] ». Krishna est hostile à l'influence des passions sur nos facultés rationnelles, parlant à la place de la valeur de se soucier des préceptes de sa propre nature : « Même un homme sage agit sous l'impulsion de sa nature. De quelle utilité est la retenue ? ». Spinoza identifie de façon similaire la domestication des passions de chacun comme un moyen de se sortir de la simple position de passivité face à des forces externes et d'une voie vers l'observation de nos propres natures.

### Autres vues
Daniel Dennett demande pourquoi quelqu'un se soucierait de savoir si autrui a la propriété de la responsabilité et spécule que l'idée de responsabilité morale peut être « un désir purement métaphysique ».

## Recherche expérimentale
Mauro suggère que le sens de la responsabilité personnelle ne fonctionne pas ni n'évolue universellement parmi les hommes. Il fait valoir qu'il était absent dans la civilisation réussie des Iroquois.
Au cours des dernières années, la recherche en philosophie expérimentale a cherché à savoir si les intuitions non dirigées des gens sur le déterminisme et la responsabilité morale sont compatibilistes ou incompatibilistes. Certains travaux expérimentaux incluent les études interculturelles. Cependant, le débat quant à savoir si les gens ont naturellement des intuitions compatibilistes ou incompatibilistes ne s'est pas conclu massivement en faveur de l'un ou de l'autre point de vue, des preuves étant fournies pour les deux vues. Par exemple, quand sont présentés aux gens des cas abstraits qui demandent si une personne pourrait être moralement responsable d'un acte immoral quand elle ne pouvait pas faire autrement, les gens ont tendance à dire non ou à donner des réponses « incompatibilistes ». Lorsqu'on leur présente un acte immoral spécifique qui engage une personne en particulier, les gens ont tendance à dire que cette personne est moralement responsable de ses actions, même si elles ont été déterminées (c'est-à-dire que les gens donnent aussi des réponses « compatibilistes »).
La neuroscience du libre arbitre enquête sur diverses expériences qui pourraient faire la lumière à ce sujet.

## Responsabilité morale collective
Quand les gens attribuent une responsabilité morale, ils l'attribuent généralement à des agents moraux individuels. Toutefois, Joel Feinberg, entre autres, a fait valoir que des sociétés et d'autres groupes de personnes peuvent avoir ce qu'on appelle une « responsabilité morale collective » pour un état de fait. Lorsque par exemple l'Afrique du Sud avait un régime d'apartheid, on pouvait dire que le gouvernement du pays avait une responsabilité morale collective pour la violation des droits des Sud-Africains non-européens.

## Absence de sens de la responsabilité des psychopathes
Un des attributs définis pour la psychopathie est « l'échec à accepter la responsabilité de ses propres actions ».

## Systèmes artificiels et responsabilité morale
L'émergence de l'automatisation, de la robotique et des techniques connexes amène la question : « un système artificiel peut-il être moralement responsable? »,,. 
La question a une variante étroitement liée : « Quand (si jamais) la responsabilité morale de ses créateur(s) humain(s) se transfert-elle au système,?
Les questions jouxtent sans doute mais sont distinctes de l'éthique de la machine (en) relative au comportement moral des systèmes artificiels. Que le comportement d'un système artificiel le qualifie pour être moralement responsable est un élément clé du débat.

### Arguments contre la possibilité que des systèmes artificiels soient moralement responsables
Batya Friedman et Peter Kahn Jr. ont postulé que l'intentionnalité est une condition nécessaire à la responsabilité morale et que les systèmes informatiques concevables en 1992 dans le matériel et les structures ne pouvait pas avoir d'intentionnalité.
Arthur Kuflik affirme que les humains doivent assumer la responsabilité morale ultime pour les décisions d'un ordinateur, car c'est l'homme qui conçoit les ordinateurs et écrit leurs programmes. Il propose en outre que les humains ne peuvent jamais renoncer à la surveillance des ordinateurs.
Frances Grodzinsky et al. envisagent des systèmes artificiels qui pourraient être modélisés comme des automates finis. Ils posent en principe que si la machine avait une table de transition d'état fixe, alors il pourrait ne pas être moralement responsable. Si la machine pouvait modifier sa table, alors le concepteur de la machine conserverait une certaine responsabilité morale.
Patrick Hew fait valoir que pour qu'un système artificiel soit moralement responsable, ses règles de comportement et les mécanismes pour la fourniture de ces règles ne doivent pas être entièrement alimentés par des humains externes. Il ajoute que de tels systèmes s'écartent sensiblement des technologies et de la théorie existantes en 2014. Un système artificiel basé sur ces technologies n'aura aucune responsabilité pour son comportement. La responsabilité morale est répartie entre les êtres humains qui ont créé et programmé le système.
(Un examen plus approfondi des arguments se trouve dans.)

### Arguments selon lesquels les systèmes artificiels peuvent être moralement responsables
Colin Allen et autres ont proposé qu'un système artificiel peut être moralement responsable si ses comportements sont fonctionnellement indiscernables d'une personne morale, inventant l'idée d'une « test moral de Turing ». Ils ont ensuite désavoué le test moral de Turing compte tenu des controverses entourant le test de Turing.
Andreas Matthias a décrit un « déficit de responsabilité » où tenir les humains responsables d'une machine serait une injustice mais où tenir la machine responsable remettrait en cause les moyens « traditionnels » d'attribution (de responsabilité). Il a proposé trois cas où le comportement de la machine devrait être attribué à la machine et non à ses concepteurs ou exploitants. Tout d'abord, il a fait valoir que les machines modernes sont intrinsèquement imprévisibles (dans une certaine mesure) mais effectuent des tâches qui doivent être effectuées mais pourtant ne peuvent être traitées par des moyens plus simples. Deuxièmement, il y a de plus en plus de « couches d'obscurité » entre les fabricants et le système, que des programmes codés manuellement sont remplacés par des moyens plus sophistiqués. Troisièmement, dans les systèmes qui ont des règles de fonctionnement qui peuvent être modifiées pendant le fonctionnement de la machine.
(Un examen plus approfondi des arguments se trouve dans.)